# Боганда, Бартелеми
Бартелеми Боганда (фр. Barthélemy Boganda; 4 апреля 1910, Бобанги, Среднее Конго, Французская Экваториальная Африка, (сейчас в ЦАР) — 29 марта 1959, около Банги, ЦАР) — крупнейший деятель движения за независимость в Центральноафриканской Республике. Премьер-министр автономной Центральноафриканской Республики в составе Французского Сообщества с 8 декабря 1958 г. по 29 марта 1959 г.

## Биография
Его семья, мбака по этнической принадлежности, придерживалась традиционных верований. Отец, бедный крестьянин и деревенский колдун, погиб, когда его сын был ещё младенцем. Вскоре Боганда лишился и матери — её забили до смерти надсмотрщики французской компании Санга-Убанги во время сбора каучука. В декабре 1921 года мальчика усыновила католическая миссия св. Павла в Банги.
Родившись в крестьянской семье, Боганда стал первым католическим священником-африканцем во французской колонии Убанги-Шари. Именно поддержка католической церкви сыграла во многом определяющую роль в победе Боганды на выборах во французскую Национальную Ассамблею в ноябре 1946 года. Однако вскоре он резко осудил политику колониальных властей вообще и католической церкви в частности и снял с себя священнический сан.
В 1949 году Боганда основал «Движение за социальную эволюцию Чёрной Африки» (MESAN), ведущую политическую силу страны на протяжении следующих 30 лет. Изначально бывшее демократической и национально-ориентированной партией, оно было в дальнейшем превращено в инструмент репрессий племянником Боганды Жаном-Беделем Бокассой во времена его т. н. Центральноафриканской империи.
Авторитет Боганды в регионе был огромен, даже французские колониальные власти поняли, что ему противостоять бесполезно. Уже в 1953 году они назначили в Убанги-Шари нового губернатора, рассчитывая, что этот шаг несколько усмирит активность Боганды. В 1956 году тот заключил соглашение с французскими бизнесменами, которые предоставили ему финансовую помощь в обмен на присутствие европейцев в списках кандидатов на муниципальных и территориальных выборах, состоявшихся в колонии.
Боганда был также известен своей работой по объединению Центральной Африки, высказывал во многом те же панафриканские идеи, что и Кваме Нкрума. В 1957—1958 году он проводил работу по созданию на базе Французской Экваториальной Африки федерации входивших туда ЦАР, Чада, Габона и Французского Конго (сейчас Республика Конго). А в конечном итоге предполагалось образование «Соединённых штатов Латинской Африки», куда бы дополнительно вошли Ангола, Бельгийское Конго (сейчас Демократическая Республика Конго), Руанда-Урунди (сейчас отдельные государства Руанда и Бурунди) и Камерун. Однако несостоятельность этой идеи стала очевидной уже к концу 1958 года.
Боганда был и автором нынешнего флага ЦАР и слов Гимна Центральноафриканской Республики.
Родственниками Боганды помимо Бокассы также являлись первый президент независимого Центральноафриканского государства Давид Дако и премьер-министр ЦАР в 1975—1976 годах Элизабет Домитьен.
Погиб в авиакатастрофе всего за 8 дней до последних выборов колониальной эры. Отчёт комиссии, расследовавшей катастрофу, оглашён не был, что даёт повод до сих пор подозревать террористический акт.
В память об основателе ЦАР каждый год 29 марта в стране отмечается как национальный праздник. Именем Боганды также названы Национальный музей и главный стадион в столице ЦАР городе Банги.